# Bracear
En náutica, bracear consiste en hacer girar las vergas para orientarlas en la dirección deseada.
Según como se bracee las vergas o la disposición que por ello se dé a las velas, se dice:
- bracear a ceñir: tirar de las brazas de sotavento todo lo que permiten las jarcias de los respectivos palos para bolinear el aparejo y ceñir el viento.
- bracear a la cuadra: disponer las vergas para navegar con viento a la cuadra.
- bracear al filo: hacer  girar las vergas de un barco de vela hasta que están en la dirección del viento. Al estar las dos vergas entre que está la vela al filo, esta no recibe presión de parte del viento, flamea, y por tanto, no produce efecto alguno para la marcha avante ni para producir momento de orzada ni arribada.
- bracear en caza: arranchar
- bracear en contra, por delante o en facha: tirar de las brazas de barlovento de todo el aparejo de parte de él hasta que le viento hiera en las velas por su revés o cara de proa.
- bracear en cruce por redondo a dos puños: tirar de las brazas de barlovento hasta que las vergas queden perpendiculares a la dirección de la quilla. Al quedar en tal disposición las vergas, se dice también que están amantilladas.
- bracear en viento: tirar de las brazas de sotavento de una vela que está en facha o al filo, para que reciba el viento por su derecho o cara de popa.